# Radbrunnen

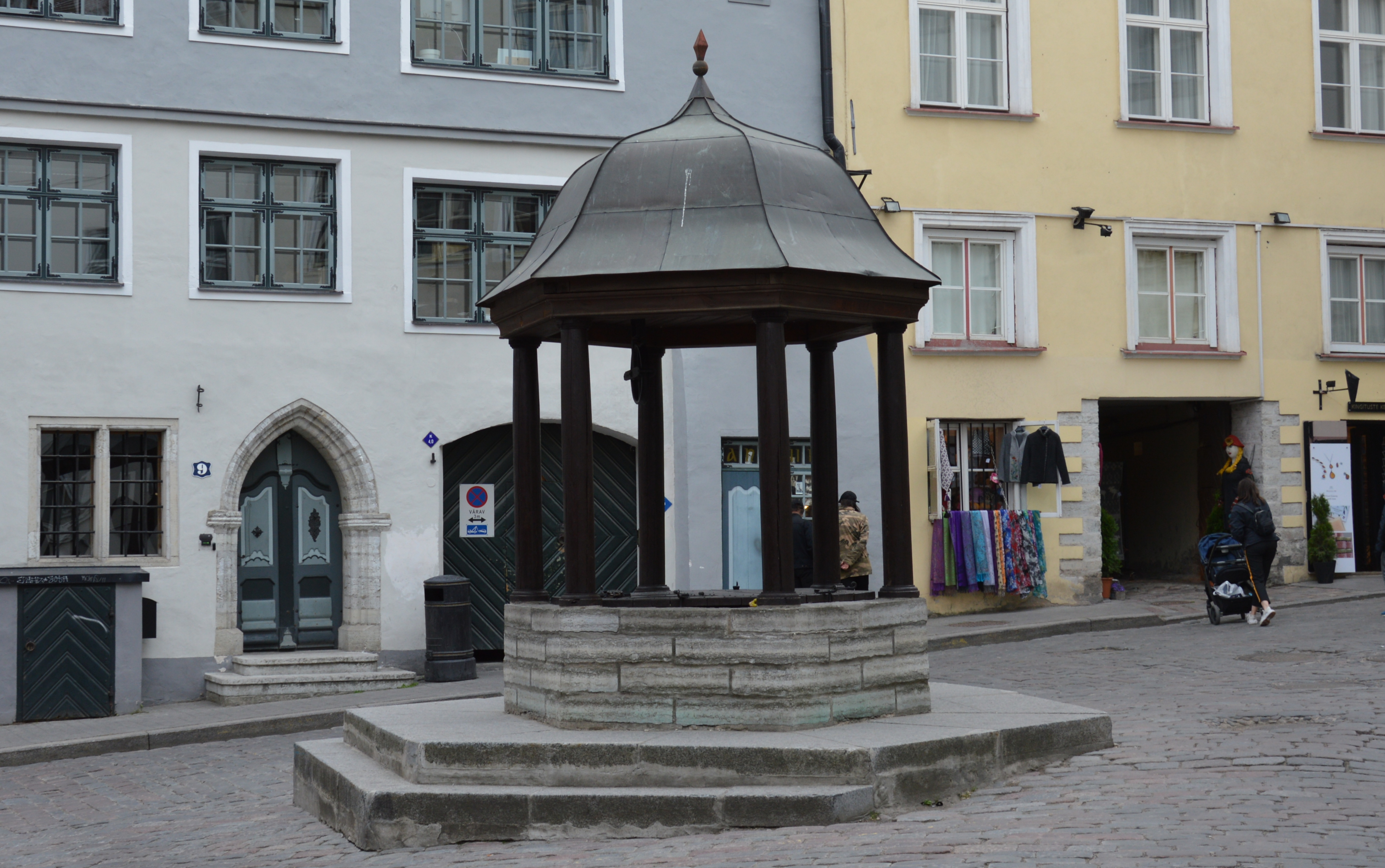
Radbrunnen

Der Radbrunnen (estnisch Rataskaev), auch Katzenbrunnen, ist ein historischer Brunnen in der estnischen Hauptstadt Tallinn (deutsch Reval).

## Lage
Er befindet sich in der Revaler Altstadt, an der Einmündung der Dunkerstraße (estnisch Dunkri) auf die westlich hiervon verlaufende Raderstraße (Rataskaevu). Etwas nordöstlich befindet sich das Hotel St. Petersbourg.

## Geschichte
Der Brunnen wird als Radbrunnen bereits im Jahr 1375 urkundlich erwähnt und ist namengebend für die Raderstraße. Das Brunnenwasser war jedoch sehr kalkhaltig und als Trinkwasser ungeeignet. Im Mittelalter bestand der Aberglaube, dass ein im Brunnen wohnender böser Geist durch Tieropfer besänftigt werden müsse, damit die Brunnen Revals nicht versiegten. So wurden dort Schafe und Ziegen, vor allem jedoch Katzen ertränkt. In der Zeit der Aufklärung wurde dieser Brauch aufgegeben. Bis in die Mitte des 19. Jahrhunderts blieb der Brunnen in Benutzung, wurde dann jedoch geschlossen. Der Brunnenaufbau wurde entfernt, später jedoch wieder hergestellt.